# 民王 (テレビドラマ)
『民王』（たみおう）は、2015年7月24日から9月18日までテレビ朝日系「金曜ナイトドラマ」枠で放送された、池井戸潤の同名小説を原作とする日本のテレビドラマ。主演は遠藤憲一と、民放の連続ドラマで初主演となる菅田将暉。

## 概要
内閣総理大臣と大学生の息子の人格が突然入れ替わり巻き起こる混乱を、社会や政治への皮肉や風刺を絡めて描いたポリティカルコメディー。
オリコン主催のコンフィデンスアワード・ドラマ賞で作品賞をはじめ4部門、ギャラクシー賞月間賞、ザテレビジョンドラマアカデミー賞4部門など多数の賞を受賞している（詳細は後述を参照）。
翔のキャラクターが「女子力の高い男子」になっているなど原作の設定と異なり、物語のエンディングも原作とドラマで異なるなどテレビドラマ独自の脚色が行われている。
エンディングでは主題歌「ストレスフリー」に合わせ、主な出演者が赤いスカーフを振るダンスを披露する。ダンスシーンの映像には、主題歌を歌うmiwaも出演している。
2016年4月15日に連続ドラマのその後を描いたスペシャルドラマ『民王スペシャル〜新たなる陰謀〜』、同年4月22日には貝原茂平が主役の『民王スピンオフ〜恋する総裁選〜』が放送された。
2024年10月クールには同局系「火曜9時枠の連続ドラマ」枠にて続編となる「民王R」（たみおうあーる）が放送された。

## 制作背景
2010年、池井戸作品のファンであった本作のプロデューサー・飯田爽が池井戸と面会する機会に恵まれ、その当時『金曜ナイトドラマ』枠を担当していることが話題に上った際、池井戸本人から自身の作品の中でこの枠でドラマ化するならば当時連載中の「民王」が合うのではないかとの話を受ける。飯田は早速「民王」をチェックし、これまでの池井戸作品と異なるハジケた作風がまさに『金曜ナイトドラマ』にマッチすると考え、池井戸からドラマ化の承諾を取り付ける。
ドラマ化が正式に決定した際、飯田は以前から強面ながらかわいい面がある印象の遠藤憲一に絶対に武藤泰山を演じてもらいたいとオファーをかけ、当時スケジュールがいっぱいの遠藤の出演は難しいと思われたが、原作と役柄を気に入った遠藤はスケジュールを調整し、本作への出演を実現させている。
もう一人の主演俳優である菅田将暉は原作を読み、出演したい旨を即答している。
本作でテレビ誌が主催する賞で最優秀助演男優賞を受賞するほどのブレイクを果たした高橋一生には、子役デビューで、舞台でも活躍し芝居が上手いことを確信し、掴みどころのない貝原役のオファーをかけている。高橋は役柄をどう膨らませたらいいか戸惑っていたが、コミカルなセリフの言い回しや、独特の空気感を出して貝原というキャラクターを育てあげ、予想を超える人気を得たと飯田は回顧している

## あらすじ
ある日ひょんなことから、内閣総理大臣の武藤泰山と、息子で大学生の翔の人格が突然入れ替わってしまう。混乱を避けるため、官房長官の狩屋や秘書の貝原たち以外の周囲には秘密のまま互いの仕事や生活を入れ替わった状態で過ごすことになるが、翔は政治に全く興味がなく、ろくに漢字も読めないため国会答弁も苦労する始末。一方の泰山も、就職活動で面接官を偉そうに論破しては不採用になるなど、苦戦することになる。

## キャスト

### 主要人物
武藤泰山（むとう たいざん）
演 - 遠藤憲一  / 菅田将暉（入れ替わり時）
100代・101代内閣総理大臣、民政党総裁。伝統を重んじる保守派で、義理と人情を重視する昔気質の政治家。
無類のカレー、日本酒好き。ワニ顔が特徴で、眉間にしわを寄せる癖があり、女好きだが女性人気はいまひとつ。
翔と入れ替わり、学生時代から父の議員秘書を務め無縁だったキャンパスライフを満喫する。一方隠れ喫煙者で、非喫煙者の翔の体で煙にむせながらも喫煙し、日本酒も受け付けなくなるが、牛乳をチェイサーに飲酒する。
カラオケの十八番は英語で歌う「マイ・ウェイ」。
武藤翔（むとう しょう）
演 - 菅田将暉 / 遠藤憲一（入れ替わり時） / 石塚獅桜（幼少期）
泰山の息子。早背山大学の4年生で料理、美容、ネイルアートに詳しい「女子力男子」。両親にも敬語で話す。
泰山の家庭への無関心に嫌気がさし、父の手を離れ自活するため「キッチンやみくも」に住み込みでバイト中。
就職活動中だがまだ内定はなく、農業・食品関係を志望するも銀行などにも応募している。
エスカレーター式で大学に進学したため相応の学力に乏しく、やる気のなさから留年も経験している。
好物はキャンディーとカレー。非喫煙者で、酒は甘いカクテルしか飲めない。
ゆるキャラ好きで、特に「モフモフン」のグッズを集め愛用している。
泰山と入れ替わり、漢字の誤読や英語の言い間違いなどで支持率を落とすが、大統領をもてなしたモフモフンのダンス動画を投稿するなど、若者ならではの行動で新たな支持層を獲得する。癖は、後頭部に手を当てながら小首を傾げることと、マスコミの取材時に反射的に右手を上げること。
憧れの先輩・真衣に密かに思いを寄せ、最終回ではキスされて嬉しさのあまり気絶する。
スペシャルでは、第一志望のアグリ・トラディショナルに就職し、新人研修に励んでいる。

### 周辺人物
貝原茂平（かいばら もへい）
演 - 高橋一生
泰山の公設第一秘書。無表情でクール。泰山にも辛辣なツッコミをサラリと入れる、慇懃無礼な毒舌家。
伝説の秘書・貝原修平の息子で、「秘書たるもの、仕えるのは政治家個人ではなく国民である」が信念。
有能さは他党にも知られており、蔵本も引き抜きに動くが、泰山への忠誠心が強く断りを入れる。
女性の扱いに慣れていないのか、泰山からは「童貞」呼ばわりされている。メトロノームの音を聞くのが好き。
ドラマ独自の貝原のキャラクターは視聴者に好評を得て、後述する高橋の助演男優賞受賞のほか、スピンオフでの主役に抜擢され、スピンオフBOOKも発売された。
本編の前日譚にあたるスピンオフでは元国土交通相の政治家・郷田剛に仕えていたが、徐々に郷田の本心を知り不信感を募らせ、父の遺書に基づき郷田の元を去る。その際、前から目をつけていた泰山にスカウトされ、現在に至る。
狩屋孝司（かりや こうじ）
演 - 金田明夫
内閣官房長官。代々武藤家に仕えてきた、泰山の盟友。通称「カリヤン」。貧しい家庭に生まれた苦学生から泰山の父の書生となり、政界進出を果たした。
泰山の政策や政局を読む目、行動力などに絶大な信頼を寄せており、「泰さん」と呼び慕う。翔のことも子供のころから可愛がっており、泰山と翔が早く仲直りすることを強く願っている。
浮気相手だった銀座のクラブのホステスに「赤ちゃんプレイ」をせがんだとマスコミに暴露され、「おしゃぶり官房長官」のあだ名をつけられてしまう。
南真衣（みなみ まい）
演 - 本仮屋ユイカ
翔の憧れの人。職業紹介会社社長。「キッチンやみくも」を経営する闇雲夫妻の姪。翔が大学に進学時、4年生の先輩だった。
首相の仕事に全くやる気を見せない翔に業を煮やした泰山たちの誘いで、秘書見習い兼通訳として働くこととなる。
幼いころに父を亡くし、女手一つで育ててくれた母も過労で7年前に亡くなっている。母の死が職業紹介会社起業のきっかけ。
最終回で翔にキスをし、恋人になっている。
村野エリカ（むらの えりか）
演 - 知英 / 草刈正雄（入れ替わり時）
翔の同級生。先輩の真衣を尊敬し付き従うが、翔には敵対心を示し、挑発的な言動を投げかける。一方、翔は当初エリカのことを全く知らなかった。
実は蔵本と前妻の間の娘で、泰山や翔と同じく父である蔵本と入れ替わってしまう。入れ替わり後は素直で純粋な性格の翔を見直し、好意を示すようになる。
大学卒業後は外資系証券会社に就職が決まっていたが、スペシャルでは民政党の議員秘書を務めている。
武藤綾（むとう あや）
演 - 峯村リエ
総理夫人。翔の母で泰山の妻。翔を溺愛する一方、泰山との夫婦仲は冷え切っており、仮面夫婦を演じて家庭内別居の状態。
新婚時は理想に燃える泰山に惚れ込んでいたが、今は泰山と結婚したこと自体若気の至りと後悔し冷たく当たり「1億円払わないと、これまでの浮気の数々をマスコミにばらす」と脅している。
新田理（にった おさむ）
演 - 山内圭哉
警視庁公安第一課警視。ヤクザのように強面だが、絶大な諜報能力と格闘能力を有する優秀な警察官。
狩屋が従兄の警視総監・小峰義朗に依頼して派遣されており、泰山と翔の人格入れ替わりの原因を調査する。
自己紹介で「にった」と頭にアクセントをつけるなど、口調やイントネーションが独特。捜査のため、しばしば変装する。
城山和彦（しろやま かずひこ）
演 - 西田敏行
民政党副総裁。泰山が属する城山派の領袖。実力者だが典型的な金権政治家で、陰では泰山から「タヌキおやじ」と軽蔑されている。
最終回で共和党を糾合して前進党を結成し、政権交代を目論む。
スペシャルでは前進党は解党しており、再び民政党副総裁に納まっている。CMC（チョモランマ会議）とのつながりが明かされている。
蔵本志郎（くらもと しろう）
演 - 草刈正雄（特別出演） / 知英（入れ替わり時）
憲民党党首。泰山の政敵で、資産家の家に生まれた元警察官僚。甘いマスクが人気のイケメン議員。
初出馬の1993年衆院選では泰山と同じ選挙区（中選挙区制）でトップ当選を果たす（一方の泰山は最下位当選）。
喋る前に、甲高い裏声で「ん～」と唸るのが癖。国会中継や討論番組などのテレビ出演の時は、常にカメラ目線をキープする。
もともとは民政党に所属し、泰山と同じ派閥・角中派にいたが、新派閥立ち上げのこじれから離党を余儀なくされ、「世代交代」を訴え憲民党を立ち上げ、野党第1党にまで育て上げる。鉄板焼きナポリタンが好物。玉ノ井親方（元大関・栃東）のタニマチでもある。
最終回で自身も首相指名選挙に立候補したが、自身以外の憲民党議員の票を全て泰山に回し、政権交代を阻止した。
冬島一光（ふゆじま いっこう）
演 - 猪野学
共和党党首。武藤内閣の連立与党の一員。元文部科学大臣で、教育政策に詳しい。
実は全ての利権を一手に動かす強大な秘密結社CMCのメンバー。
小中寿太郎（こなか じゅたろう）
演 - 六角精児
政治評論家。翔たちの通う早背山大学の教授で「現代政治学」の講義を担当。くわえパイプがトレードマーク。
武藤内閣を「無能内閣」と関西弁で徹底的にこき下ろす。

### キッチンやみくも
翔が住み込みでバイトする無国籍料理店。ドラマオリジナルの設定。
闇雲渡（やみくも わたる）
演 - 原金太郎
マスター。名物のカツカレーは翔の大好物で、泰山にも「日本の財産」と絶賛されるほどの味を誇る。
採算度外視で有機無農薬野菜など質の良い材料を仕入れるため中々儲けを出せず、東京第一銀行から貸し渋りにもあい経営に苦労している。
カツレツにこだわりがあるのか、朝粥にもカツを乗せた朝食メニューも提供している。
闇雲郁代（やみくも いくよ）
演 - 池谷のぶえ
女将。夫よりも腕っ節が強い。翔や真衣のことを実の子のように可愛がっている。
夫婦そろって熱狂的なプロレスマニアで、新日本プロレスのオカダ・カズチカの大ファン。
ラム
演 - 信江勇
常連客。体型が太めのストリッパー。
マトン
演 - 谷田川真理子
常連客。ショーパブで働く体型が細めの女性。

### ゲスト

#### 第一章
江見芳信
演 - 朝倉伸二（最終章・スペシャル）
経済産業大臣。
地元の企業経営者を対象とした講演会で「中小企業の社長は企業努力が足りない。バカ野郎!」と失言し、発足間もない武藤内閣を窮地に追いやる。
後に学生時代の親友が経営していた企業の不振を理由に自殺しており、そのことを気に病んだ失言と泰山（中身は翔）に弁明され、更迭を免れる。
武藤内閣に不信任案が提出されると、「まだやらねばならないことがある」と衆議院解散に反対し、城山側に寝返り前進党に入った。
第二次武藤内閣では経済産業大臣に再任しているが、幼稚園児と入れ替わってしまう。
矢野通
演 -  矢野通（本人役）
「キッチンやみくも」の客。プロレスラー。オカダ・カズチカを店に連れてくるように闇雲夫婦にせがまれる。
借金取り
演 - 猪俣三四郎、村上和成
「キッチンやみくも」の営業時間に店に現れ、マスターに借用金300万円の返済を迫る。
予算委員長
演 - 池浪玄八（第四章・第六章）
衆議院予算委員会で蔵本から泰山への質疑応答を進行する。
総理秘書、総理側近
演 - 大河原啓介（第二章・第四章 - 最終章）、水野智則（第二章）
江見大臣の到着を泰山たちに報告する。
SP
演 - 岩本昭久（第二章 - 第六章・最終章）、田中瑛祐（第二章 - 最終章）
泰山のSP。
面接官
演 - 大堀こういち、小磯勝弥、メイ・イズモト
東京第一銀行の入社試験の面接官。破綻寸前のところを中小企業を助けるために公的資金を注入された反省ができていないと論破される。
記者
演 - 木村江里子（第二章）、井野戸芙美（第二章）
江見大臣の失言と更迭について、総理官邸で泰山を囲み取材する。
- 中司豊（最終章）、ハルカ

#### 第二章
ガードナー
演 - レックス・ジョーンズ（スペシャル）
レアメタル「ボンジョビウム」の主要産出国であるウズラスキスタンの大統領。日本文化や日本食を好む親日家。
電子機器製造に必要なボンジョビウムの貿易交渉を主目的とする首脳会談のために来日する。
泰山と入れ替わった翔に「Who are you?」（How are you?の言い間違い）と言われて面食らい、泰山に対し厳しい態度を取る。
40年前、内戦のため暮らしていた難民キャンプで、モフモフンのキャラクターに励まされていた。
スペシャルで再びボンジョビウム外交の相手として再会。泰山にラップを歌うよう迫る。
Luce Twinkle Wink☆
演 - Luce Twinkle Wink☆（本人役）
秋葉原を中心に活動するライブアイドルグループ。おもてなし外交の一環で泰山たちが訪れたライブで、持ち歌の「You are a star!」を歌う。
玉ノ井親方
演 - 玉ノ井親方（本人役）
おもてなし外交の一環で訪れた玉ノ井部屋の師匠。
富士東和佳
演 - 富士東和佳（本人役）
玉ノ井部屋の力士。ガードナーの希望により泰山や翔と相撲をとる。
鮨屋の大将
演 - 丸井大福
ガードナーとの外交に使われた泰山が密かに通う鮨屋の大将。太っているが華麗な踊りも披露する。
板前、店員
演 - 小野田せっかく、幸咲茉歩く
鮨屋の板前と店員。
キャスター
演 - 大塚和彦、 桜まゆみ
泰山が予算委員会で漢字を誤読したニュースを伝える。
記者
演 - 延嘉隆
総理官邸での囲み取材で、泰山にガードナーの印象を質問する。
アナウンサー
演 - 下平さやか（テレビ朝日アナウンサー）（第四章・第七章）
政治番組で泰山の漢字誤読について小中や城山のコメントを求める。
- 最中翔太、吉谷絵莉子

#### 第三章
研究員
演 - 小村裕次郎（第四章）
防衛技術研究本部の研究員。泰山と翔の歯に3ミリのチップが取り付けられていることを発見する。
美薗真理
演 - 相沢まき
討論番組「夜まで生ニュース」キャスター。
政治家志望で、番組終了後の飲み会で泰山（中身は翔）を誘惑しようとするが、「やめてください、おばさん!」と拒まれる。
浅田瞳
演 - 水上京香（第五章・第七章・最終章）
早背山大学での翔とエリカの学友。翔に想いを寄せている。
就職の決まらない翔のために激励会を開いてくれる。
学友
演 - 志村玲那
早背山大学での翔とエリカの学友。
橋田
演 - 山本栄司
早背山大学での翔とエリカの学友。エリカの誕生パーティーでエリカに相手にされなかったことを翔（中身は泰山）に説教される。
そのため翔を恨んで空手部の仲間と襲い掛かるが、途中で駆けつけた新田に撃退される。
真鍋
演 - 紺野ふくた（第四章・最終章）
蔵本の秘書。
- 井上雄太（第五章・最終章）、安田俊

#### 第四章
桐月一郎
演 - 越村友一
アパレル会社「KIRIZUKI」社長。
子供の世話のためにしばしば会社を休む木綿子を派遣切りする一方、自身の愛人を採用し会社を私物化していた。
山里木綿子
演 - 津乃村真子
「KIRIZUKI」の派遣社員。真衣の会社の紹介で働いていたが、一郎から派遣切りを通告され、途方に暮れる。
シングルマザーで、子供の世話のために頻繁に会社を休むが、休むにあたっての引継ぎなどの仕事はしっかりこなしており、有能で同僚からの信頼は高い。
桐月有三
演 - 大出俊
一郎の父。「KIRIZUKI」会長で、前社長。
「社員は家族」が信条で、女性蔑視で木綿子に辛く当たり会社を私物化していた一郎を一喝し更迭、社長に復帰する。
鶴田洋輔
演 - 山田明郷（第六章）
民政党総務会長。泰山を料亭に呼びつけ狩屋の更迭を促すなど、裏で武藤内閣に指図する。
宇宙一のおバカ扱いされている、衆議院議員の息子の航がいる。
民政党の重鎮議員
演 - 遠藤剛
鶴田と料亭に同席し、狩屋を更迭するよう「泣いて馬謖を斬る」と城山の指示が書かれた扇子を泰山に渡す。
狩屋の妻
演 - 森田美恵
狩屋のおしゃぶり官房長官スキャンダルは、とっくの昔に夫を一発殴って気が済んだ話だと泰山に告げる。
- 中村高華、木村夏子[38]、相馬有紀実[39]、末光千夏、真中乃亜[40]

#### 第五章
黒川正吉
演 - 池田鉄洋（最終章）
NPO法人「フリースクール・ジャカランダ」理事長。資金難によりスクール閉校の危機を迎えている。
会話中にやたらと「うん、うん、うん」とうなずくのが癖。
タケルの母親
演 - ちすん（最終章）
ジャカランダに通うタケルの母。
タケル〈6〉
演 - 上神田海龍（最終章）
ジャカランダに通う絵の上手な生徒。来校したワニ顔の泰山（人格は翔）に怯えて泣き出す。
しかしモフモフンのダンスを踊ってくれた泰山へのお礼に似顔絵と自分の被っていた黄色い帽子をプレゼントする。
レポーター
演 - 間宮久美子
国会に向かって夢を叫ぶチャリティー「イエローキャップキャンペーン」の様子をレポートする。
アグリ・トラディショナル社員
演 - 渡洋史（最終章）、三浦力
翔が志望する農業・地域開発会社「アグリ・トラディショナル」の社員で、採用試験の面接官。
村井美雪
演 - 安藤聖（第六章 - 最終章）
「イノベーションネットニュース」に所属する記者。真衣から武藤内閣に関する情報提供を受けている。
シングルマザーであり、交通事故で脊髄を損傷した息子がいる。
- 工藤竜介、木田ゆきの、大竹周作[47]、296（第六章）、小林美香[48]

#### 第六章
アナウンサー
演 - 寺田浩子
泰山を批判するメールが不特定多数に送信されているニュースを伝える。
記者
演 - 栗原寛孝
泰山を批判するメールはデマではなく事実なのではないかと狩屋に質問する。
記者
演 - 井上あかね
イエローキャップキャンペーンは総理発案のヤラセではないかと狩屋に質問する。
公安
演 - 荒川浩平（第七章）
新田とコンビを組む公安の刑事。
警察官
演 - 川口清人
翔と泰山の入れ替わりを知り逃げ出す真衣を追いかける翔（人格は泰山）を制止する警察官。
オペレーター
演 - 比佐仁（第七章）
泰山と翔を脳波ジャックしていたオペレーター。
医師
演 - 上西雄大（第七章）
真衣を狙撃から庇い銃撃を受けた泰山（人格は翔）は、もってあと数時間とICUで狩屋に告げる。
- 石川健一[52]（第七章）、田崎意匠、守本正紀

#### 第七章
村井大地
演 - 生駒星汰（最終章）
美雪の息子。脊髄損傷で入院中。
ベンジャミン・オハラ
演 - サミ・ポップ
第46代アメリカ合衆国大統領。「マイ・ウェイ」が好きで、泰山と意気投合する。
病院職員
演 - 山崎カズユキ
村井大地に面会するため泰山（人格は翔）がお忍びでやってきた向井記念病院の職員。
医師
演 - 森本のぶ
村井大地の担当医。大地がPTSDにならないよう母親の存在が必要だと泰山（人格は翔）に説明する。
総理の側近
演 - 玉置孝匡
オハラ大統領の出迎えの打ち合わせに総理執務室にやって来る。
大学生
演 - 入月謙一（最終話）、宇都宮晃良（最終章）、小高直寛（最終章）
早背山大学商学部の学生。エリカ（人格は蔵本）からチャットで冬島のパソコンのパスワード解析を呼びかけられる。
テツオ
演 - 柿澤勇人
脳波を交換する装置のパスワードを書き換えたクセの強い天才オペレーター。
知恵の輪を解ければパスワードを解除すると新田に告げる。
- チップ青木

#### 最終章
師岡大助
演 - 四方堂亘
蔵本の側近。
アグリ・トラディショナル社長
演 - 大葉健二（スペシャル）
翔の志望する会社「アグリ・トラディショナル」の社長。
最終面接で、翔の青臭い理想論を厳しく批判する。口癖は「よろしく勇気!」。
オカダ・カズチカ
演 - オカダ・カズチカ（本人役）
「キッチンやみくも」に、チャンピオンベルトを肩に引っさげて来店する。
「矢野さんに言われてきました」と語るが、注文を聞かれても「特にありません」とだけ答える。
議員
演 - 牧村泉三郎、島英臣
武藤内閣不信任決議案の投票を進行する。
アナウンサー
演 - 田畑祐一（テレビ朝日アナウンサー）
武藤内閣の不信任案が可決されたニュースや、首相指名選挙が行われるニュースを伝える。
民政党議員
演 - 河野正明
内閣不信任案が可決されたため、解散総選挙に出るのは愚策だと泰山に意見する。
森脇
演 - 坂口進也
民政党から寝返り前進党の城山に挨拶に向かう。
民政党議員
演 - 廣川三憲
民政党の決起集会で、内閣不信任案が可決され泰山が首相指名選挙で過半数を取れるはずがないと意見する。
　仲居
演 - 高橋美津子
翔と真衣が貝原を訪ねに行った料亭の仲居。
キャスター
演 - 菅原美千子
首相指名選挙を前に主要党首を集めて行われたネット討論会の進行役。
- 小川剛生[63]、瑞木健太郎

### スペシャル
北沢晴海
演 - 和泉ちぬ
第二次武藤内閣の厚生労働大臣。幼稚園児と入れ替わってしまう。
豪徳寺義経
演 - 大倉孝二
公安一課警察官。中田の上司。泰山の身辺を警護する。
実は新田が変装していた。
中田薫
演 - 門脇麦
公安一課警察官。豪徳寺の部下。無表情で冷静。豪徳寺より先んじて意見するので、しばしば豪徳寺に突っ込まれる。
実は南部の恋人であり、学生時代は「学生ネット野党」の主要メンバーでもあった。南部の病気による入院で「学生ネット野党」の活動が低迷していたことに危機感を覚え、騒動に乗じて「学生ネット野党」の盛り返しを画策していた。
南部航平
演 - 松下優也（X4）
慶山大学4年生。ネットに議員格付け表を公開する「学生ネット野党」リーダーとして若者の人気を得る。
ラップに乗せて政権批判を行なうなど、リズム感が優れている。
病気療養のため、現在は「学生ネット野党」の活動を休止している。騒動が一段落したあと、泰山と面会した。
武田里美
演 - 蔵下穂波
「アグリ・トラディショナル」での翔の同僚。
農夫
演 - 不破万作
「アグリ・トラディショナル」に勤める農夫。翔たちに農業の基礎を教える。

### スピンオフ
- 雪野詩音 - 相武紗季[64]
- 郷田剛 - 升毅[64]
- 日向亀之助 - 林家正蔵[64]
- 大曲義久 - 山路和弘[64]
- 徳丸大悟 - 川岡大次郎[64]
- 犬山首相 - 小宮孝泰
- 近沢元成 - 佐野泰臣
- 鈴本 - 藤田宗久][65]
- 高宮千鶴 - ふせえり[64]
- 貝原修平 - 山崎画大

## スタッフ
- 原作 - 池井戸潤
- 脚本 - 西荻弓絵
- 音楽 - 井筒昭雄
- 音楽プロデューサー - 志田博英
- 主題歌 - miwa「ストレスフリー」（Sony Music Records）[66]
- 挿入歌 - 菅田将暉・知英「青春貴族（原曲：中村雅俊）」、遠藤憲一・菅田将暉「マイ・ウェイ」
- プロデューサー - 飯田爽、菊池誠（アズバーズ）、神山明子（メディアプルポ）
- 演出 - 木村ひさし、本橋圭太、山本大輔
- 制作協力 - アズバーズ
- 制作著作 - テレビ朝日

## 放送日程
| 各章                                                          | 放送日        | サブタイトル | ラテ欄                                                                 | 演出       | 視聴率 | たみちゃんねる               |
| ------------------------------------------------------------- | ------------- | ------------ | ---------------------------------------------------------------------- | ---------- | ------ | ---------------------------- |
| 第一章                                                        | 2015年7月24日 | 組閣         | 総理大臣がバカ息子と入れ替わり                                         | 木村ひさし | 8.5%   |                              |
| 第二章                                                        | 7月31日       | 外交         | おバカ総理はじめての“おもてなし外交!!” 日本の国益を守れ!?              | 木村ひさし | 7.0%   |                              |
| 第三章                                                        | 8月14日       | 政敵         | 今夜急展開!! もう一組誰かが入れ替わる!?                                | 本橋圭太   | 4.8%   |                              |
| 第四章                                                        | 8月21日       | 盟友         | コドモ総理大ピンチ 友情と涙の予算委員会 ボクも総理辞めます             | 本橋圭太   | 6.6%   |                              |
| 第五章                                                        | 8月28日       | 革命         | 最弱総理VS国家予算 恋とギターと青春革命 ボク日本を変えます             | 木村ひさし | 6.3%   |                              |
| 第六章                                                        | 9月4日        | 暗殺         | ついに元に戻る父と子 最弱内閣VSテロリスト さよなら⋯総理暗殺            | 山本大輔   | 8.1%   |                              |
| 第七章                                                        | 9月11日       | 謀反         | 最終章!! 謀反 生きろ 本当の敵は目の前に                                | 木村ひさし | 7.3%   | 木村ひさし 遠藤憲一 菅田将暉 |
| 最終章                                                        | 9月18日       | 民王         | 最終回⋯!! 最弱総理VS永田町妖怪 裏切りと友情の総選挙 ボクらが選ぶ民の王 | 木村ひさし | 8.5%   | 木村ひさし 金田明夫 高橋一生 |
| 平均視聴率 7.1%（視聴率はビデオリサーチ調べ、関東地区・世帯） |               |              |                                                                        |            |        |                              |
| スペシャル                                                    | 2016年4月15日 | 新たなる陰謀 | 人気ドラマ完全新作 今度は大臣×園児6組チェンジ日本の危機                | 本橋圭太   |        |                              |
| スピンオフ                                                    | 4月22日       | 恋する総裁選 | 話題の政治ドラマ復活 愛と裏切りの総裁選挙 天才秘書の下克上!?           | 山本大輔   |        |                              |

## その他
- 放送ラスト2回は、テレビ朝日では初めての試みとして副音声で、木村ひさし監督を進行役に“たみちゃんねる”が放送され、裏話などのトークが行われた[69]。
- 放送期間中、ローソンでドラマの舞台の1つである「キッチンやみくも」のカレーをイメージした焼きカレーパンが期間限定で販売された。また、公式サイトではカレー豆などのグッズが販売された。

## 海外展開
2024年4月5日時点で、世界62の国と地域で放送・配信。飯田サヤカプロデューサーは2021年のインタビューで現在も配信や海外への販売が好調なことを明かし、「先日はザンビアに売れたと連絡があった」と発言している。

## 受賞
- 第1回コンフィデンスアワード・ドラマ賞[72][73]
  - 作品賞
  - 主演男優賞 - 遠藤憲一、菅田将暉
  - 助演男優賞 - 高橋一生
  - 脚本賞 - 西荻弓絵
- 放送批評懇談会ギャラクシー賞[74]
  - 2015年9月度月間賞
  - 2015年度個人賞（遠藤憲一）
- 第86回ザテレビジョンドラマアカデミー賞[75]
  - 最優秀作品賞
  - 助演男優賞 - 高橋一生
  - 脚本賞 - 西荻弓絵
  - 監督賞 - 木村ひさし、本橋圭太、山本大輔
- 2016年日本民間放送連盟賞・テレビドラマ番組部門優秀賞[76]
- 東京ドラマアウォード 2016[77]
  - 作品賞・連続ドラマ 優秀賞

## 配信ドラマ
『民王番外編 秘書貝原と6人の怪しい客』（たみおう ばんがいへん ひしょかいばらとろくにんのあやしいきゃく）のタイトルで2016年4月23日（4月22日深夜）から、映像配信サービス「ビデオパス」および「テレ朝動画」で配信された（全6回）。内閣総理大臣・武藤泰山の公設第一秘書、貝原茂平を主人公に、ある事情から、おバカな若手2世議員の教育係の任に就いた貝原の苦悩と奮闘を描くシットコム。

### キャスト（配信ドラマ）

#### レギュラー（配信ドラマ）
- 貝原茂平 - 高橋一生[79]
- 鶴田航 - 矢野聖人[79]
- 新妻結花 - 佐津川愛美[79]
- 花山夏樹 - ラサール石井[79]
- 狩屋孝司 - 金田明夫[79]
- 小中寿太郎 - 六角精児（ナレーション）[79]

#### ゲスト（配信ドラマ）
第1話（配信ドラマ）
- 田中幾多郎（航の後援会長） - 佐戸井けん太[79]

第2話（配信ドラマ）
- 木村健二（東京地検の男） - 橋本さとし[79]

第3話（配信ドラマ）
- 謎の男 - 野間口徹[79]

第4話（配信ドラマ）
- 大井戸倫子（隣の部屋の女性議員） - 三鴨絵里子[79]
- 椿原麗子（資産家の令嬢で航の婚約者） - 岸井ゆきの[79]

第5話（配信ドラマ）
- 高木アツジロウ（農家のおじさん） - 六平直政[79]

最終話（配信ドラマ）
- アチキ（謎の女） - 新妻聖子[79]
- 新田理（警視庁公安第一課・警視） - 山内圭哉[79]
- 豪徳寺義経（警視庁公安第一課・刑事） - 大倉孝二[79]

### スタッフ（配信ドラマ）
- 原作 - 池井戸潤（文春文庫）[79]
- 脚本 - 西荻弓絵、長尾隆司、徳尾浩司、池谷雅夫、吉田ウーロン太[79]
- 音楽 - 井筒昭雄
- 監督 - 山本大輔、古厩智之、瑠東東一郎、松田礼人、松下敏也[79]
- チーフプロデューサー - 大川武宏[79]
- プロデューサー - 飯田爽、白倉由紀子、菊池誠、神山明子[79]
- 協力 - KDDI[79]
- 制作協力 - アズバーズ[79]
- 制作著作 - テレビ朝日[79]

### 配信日程
| 話数   | 配信開始日    | サブタイトル          | 脚本           | 演出       |
| ------ | ------------- | --------------------- | -------------- | ---------- |
| 第1話  | 2016年4月22日 | 教育係貝原見参!       | 西荻弓絵       | 山本大輔   |
| 第2話  | 4月29日       | 東京地検がやってきた! | 長尾隆司       | 古厩智之   |
| 第3話  | 5月06日       | 火星人と名乗る男      | 徳尾浩司       | 瑠東東一郎 |
| 第4話  | 5月13日       | スキャンダルな来訪者  | 池谷雅夫       | 松田礼人   |
| 第5話  | 5月20日       | 畑からの使者          | 吉田ウーロン太 | 松下敏也   |
| 最終話 | 5月27日       | 教育係貝原退場!       | 西荻弓絵       | 山本大輔   |

## 関連書籍
- 『民王 スピンオフBOOK【貝原編】』、2016年4月5日発売[80]、KADOKAWA、ISBN 9784048955676